# Sihlquai
Das Sihlquai ist eine ungefähr 1,8 Kilometer lange Strasse entlang der Sihl und der Limmat im Industriequartier in Zürich. Sie verbindet den Hauptbahnhof am Rand der Altstadt mit dem Escher-Wyss-Platz.

## Verlauf
Das Sihlquai beginnt bei der Zollbrücke beim Hauptbahnhof. Gleich beim Anfang des Sihlquais befindet sich die Tramhaltestelle «Sihlquai/HB». Die Strassenbahnstrecke von der Zollbrücke biegt nach der Haltestelle in die Limmatstrasse ein. Das Sihlquai führt am Carparkplatz vorbei, folgt zuerst dem linken Sihlufer und dann dem Limmatufer. Die Strasse führt unter der Kornhausbrücke und dem Aussersihler Viadukt hindurch, bevor sie am Escher-Wyss-Platz endet.

## Bebauung
Das Sihlquai ist anfangs nur auf der linken Strassenseite bebaut; einzig nach der Kornhausbrücke ist auch auf der Flussseite Bebauung zu finden. Die Bebauung besteht aus mehreren Schulgebäuden, darunter die Allgemeine Berufsschule Zürich, die Technische Berufsschule Zürich, die Autonome Schule Zürich, die Schule für Gestaltung Zürich und die KV Zürich Business School. Die Schulen waren auch namensgebend für das Quartier Gewerbeschule (Stadt Zürich). Ausser den Schulen befindet sich auch das Migros-Hochhaus und die Swissmill am Sihlquai.

## Geschichte
Die erste Bebauung am zukünftigen Sihlquai waren die im 18. Jh. errichteten Gebäude zweier Kattundruckereien, die einzige Bebauung zwischen der Strasse und der Limmat.
1867 wurde ein Gaswerk zwischen der Limmatstrasse und der Sihl in Betrieb genommen. Es war dies das zweite Gaswerk der Stadt, das erste befand sich auf dem Platzspitz. Die Anlage bestand bis 1898 an dieser Stelle. Das Verwaltungsgebäude wurde danach noch als Gebäude der Verwaltung des Kreis 5 genutzt.
In den 1870er-Jahren wurde von Arnold Bürkli das Industriequartier geplant, das Sihlquai wurde in den Jahren 1877 bis 1880 angelegt. Die Hauptverkehrsachse durchs Industriequartier war damals die Limmatstrasse, nicht das Sihlquai. Auf dieser Achse verkehrte ab 1898 auch das Tram vom Hauptbahnhof über den Escher-Wyss-Platz nach Höngg.  Das Sihlquai diente der Erschliessung der Betriebe entlang der Sihl und der Limmat. Vom Wasserwerk Letten erfolgte die Kraftübertragung mittels Transmissionen, deren Sockel noch heute entlang des Sihlquais zu sehen sind. 
1873 wurde auf dem Areal der ehemaligen Kattundruckereien Esslinger die Stadtmühle angelegt, die ab 1874 zur Maggi-Mühle wurde und 1912 an Coop überging.
Die Landesausstellung von 1883 belegte das Gelände zwischen Limmatstrasse und Sihlquai mit der Maschinenhalle. 
Im 20. Jh. wurden die Industriebetriebe von Schulen und Wohnbauten verdrängt. In den 1980er-Jahren wird der untere Teil des Sihlquais zum Strassenstrich, der nach der Ausdehnung der Personenfreizügigkeit auf Osteuropa fest in den Händen von ungarischen Roma war. Er konnte erst mit dem Errichten von Sexboxen in Zürich-Altstetten und dem Verbot des Strassenstrichs aufgelöst werden.